# أليسيو ساكارا
أليسيو ساكارا (بالإيطالية: Alessio Sakara؛ مواليد 2 سبتمبر 1981) هو مُقاتل فنون قتالية مختلطة إيطالي.

## وصلات خارجية
- أليسيو ساكارا على موقع بوكس ريك (الإنجليزية) (registration required)
- أليسيو ساكارا على موقع يو إف سي (الإنجليزية)
- أليسيو ساكارا على موقع بيلاتور (الإنجليزية)
- أليسيو ساكارا على موقع شيردوغ (الإنجليزية)
- أليسيو ساكارا على موقع Tapology.com (الإنجليزية)
- أليسيو ساكارا على موقع IMDb (الإنجليزية)
- أليسيو ساكارا على موقع قاعدة بيانات الفيلم (الإنجليزية)